# 建国宾馆
建国宾馆，是一座位于上海市徐汇区漕溪北路439号的四星级宾馆，位于徐家汇商圈，大股东为锦江国际集团，拥有各类客房453间，于1993年12月开业。因COVID-19影响，自2020年起，酒店改为入境人员隔离场所。

## 酒店特色
建国宾馆三楼开设了一家少有的朝鲜饭店，是朝鲜著名食府平壤玉流馆的上海分店，女服务员均来自朝鲜国内，在海外开设国营饭店对于朝鲜并不常见，也许是一种朝鲜急需外汇来源的方式。 

## 毗邻主要建筑与公共设施
- 徐家汇圣依纳爵主教座堂
- 光启公园
- 美罗城
- 徐汇区区政府
- 上海市气象局